# Molise
Molise je druhá nejmenší italská oblast, nacházející se v jižní Itálii. Do roku 1963 bylo spolu s Abruzzem součástí oblasti Abruzzi e Molise. Sousedí s Abruzzem na severozápadě, Laziem na západě, Kampánií na jihu, Apulií na jihovýchodě a Jaderským mořem na severovýchodě.
Na území oblasti žijí dvě národnostní menšiny: Moliští Chorvaté (asi 2 500) a Moliští Albánci.

## Historie
Celá oblast nebyla dříve lidnatá. Za Langobardů patřila k Benevenstskému vévodství a do roku 1963 bylo součástí regionu Abruzzi e Molise.

## Politika
V čele regionu stojí guvernér (Presidente), jenž je volen v přímé volbě na pětileté funkční období. Guvernér je zároveň hlavou regionální vlády (Giunta), jež se v současnosti skládá ze sedmi ministrů (Assessori). Nyní je guvernérem Francesco Roberti za stranu Forza Italia.
Legislativním sborem je Regionální zastupitelstvo (Consiglio Regionale), které má 21 členů a je voleno poměrným systémem. Volby probíhají společně s volbou guvernéra jednou za pět let. Jedno křeslo v zastupitelstvu je rezervováno pro guvernéra regionu.

### Výsledky posledních voleb do regionálního zastupitelstva (červen 2023)
|                      |                        |                         |                        |         |       |         |
| Koalice              | Koalice                | Strana                  | Strana                 | Hlasy   | Hlasy | Mandáty |
| Koalice              | Koalice                | Strana                  | Strana                 | Abs.    | %     | Mandáty |
|                      | CDX                    |                         | Bratři Itálie          | 26 649  | 18.9  | 4       |
|                      | CDX                    | Forza Italia            | 16 924                 | 12.0    | 4     |         |
|                      | CDX                    | Hrdý Molise             | 13 971                 | 9.9     | 2     |         |
|                      | CDX                    | My umírnění             | 10 582                 | 7.5     | 2     |         |
|                      | CDX                    | Lidovci za Itálii       | 9 666                  | 6.8     | 1     |         |
|                      | CDX                    | Liga severu             | 8 481                  | 6.0     | 1     |         |
|                      | CDX                    | Unie středu (včetně IV) | 5 005                  | 3.5     | 0     |         |
| Středopravice celkem | Středopravice celkem   | 91 278                  | 64.6                   | 14      |       |         |
|                      | CSX                    |                         | Demokratická strana    | 17 031  | 12.0  | 3       |
|                      | CSX                    | Hnutí pěti hvězd        | 10 044                 | 7.1     | 3     |         |
|                      | CSX                    | Budování demokracie     | 8 105                  | 5.7     | 1     |         |
|                      | CSX                    | Ostatní strany          | 13 756                 | 9.7     | 0     |         |
| Středolevice celkem  | Středolevice celkem    | 48 936                  | 34.6                   | 7       |       |         |
|                      | Nevolím pro ty obvyklé | Nevolím pro ty obvyklé  | Nevolím pro ty obvyklé | 1 197   | 0.9   | 0       |
| Celkem               | Celkem                 | Celkem                  | Celkem                 | 141 411 | 100   | 21      |

## Administrativní členění
Region má rozlohu 4 438 km², 330 000 obyvatel a dělí se na dvě provincie – Campobasso a Isernia. Hlavním městem je Campobasso.

## Zajímavá místa
U moře je řada kempů, milovníci hor mohou využít lanovku na 2080m vysoký San Miletto v pohoří Matese.